# Allopaa hazarensis
Allopaa hazarensis es una especie de anfibio anuro de la familia Dicroglossidae. Se encuentra en la India, Pakistán y, quizá en Bután y Nepal.